# Fredrik Blom
Fredrik Blom, född 24 januari 1781 i Karlskrona, död 25 september 1853 i Stockholm, var en svensk överste, arkitekt, professor och överintendent. Mycket känd för sin samtid blev Blom för sin idé med prefabrikation av trähus, de flyttbara husen. Flera finns fortfarande kvar i Sverige, bland dem Rosendals slott på Södra Djurgården i Stockholm

## Bakgrund

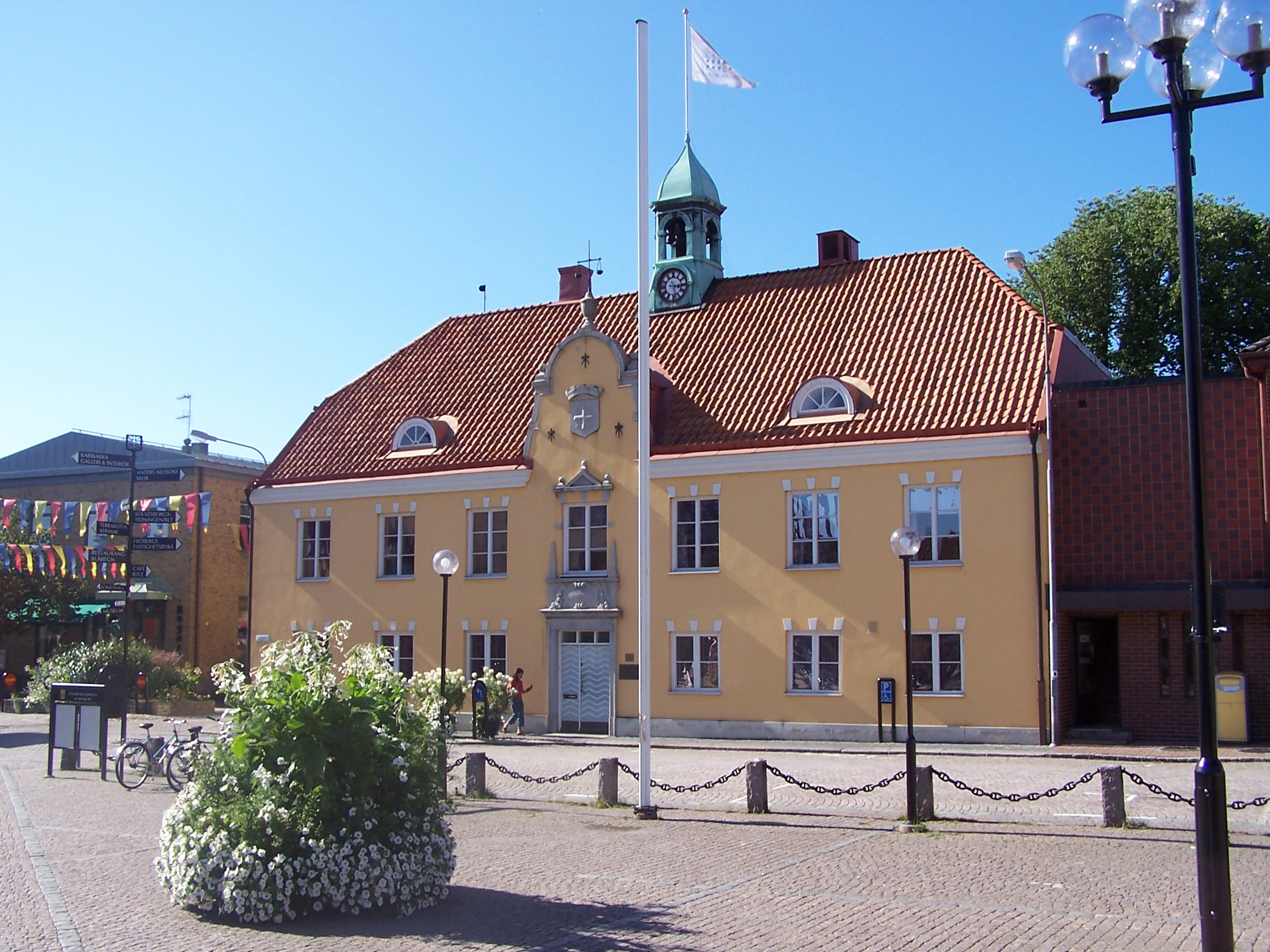
Sölvesborgs rådhus, ritat av Blom 1803-05 och troligen han förstlingsarbete.

I officersutbildningen vid svenska flottan ingick i äldre tider ritnings- och konstruktionslära, men det är få officerare, som har blivit lika framstående arkitekter som Fredrik Blom. Inte heller finns det många arkitekter, som kan förknippas med en sådan stor mängd arbeten inom såväl Flottans verksamhet som i Stockholms stadsbild liksom i det övriga landet. Blom ritade broar, byggde semafortelegrafer, utstakade Göta kanal, for på diplomatiska uppdrag i St. Petersburg, var arkitekt för kronans offentliga byggnadsverk i Stockholm, anlade kajer längs Strömmen, ledde arbetet med garnisonssjukhuset på Kungsholmen, blev befordrad till överste, utnämndes till professor i byggnadskonst och blev chef för byggnadsverksamheten vid arméns flottas eskader på Skeppsholmen. Hans yngre bror Gustav Adolf Blom var även han verksam som arkitekt vid Flottan. De två var morbröder till de tre arkitekterna 
Johan Adolf Hawerman, Ludvig Hawerman och Emil Hawerman via Bloms syster Fredrika Blom.

## Utbildning och liv

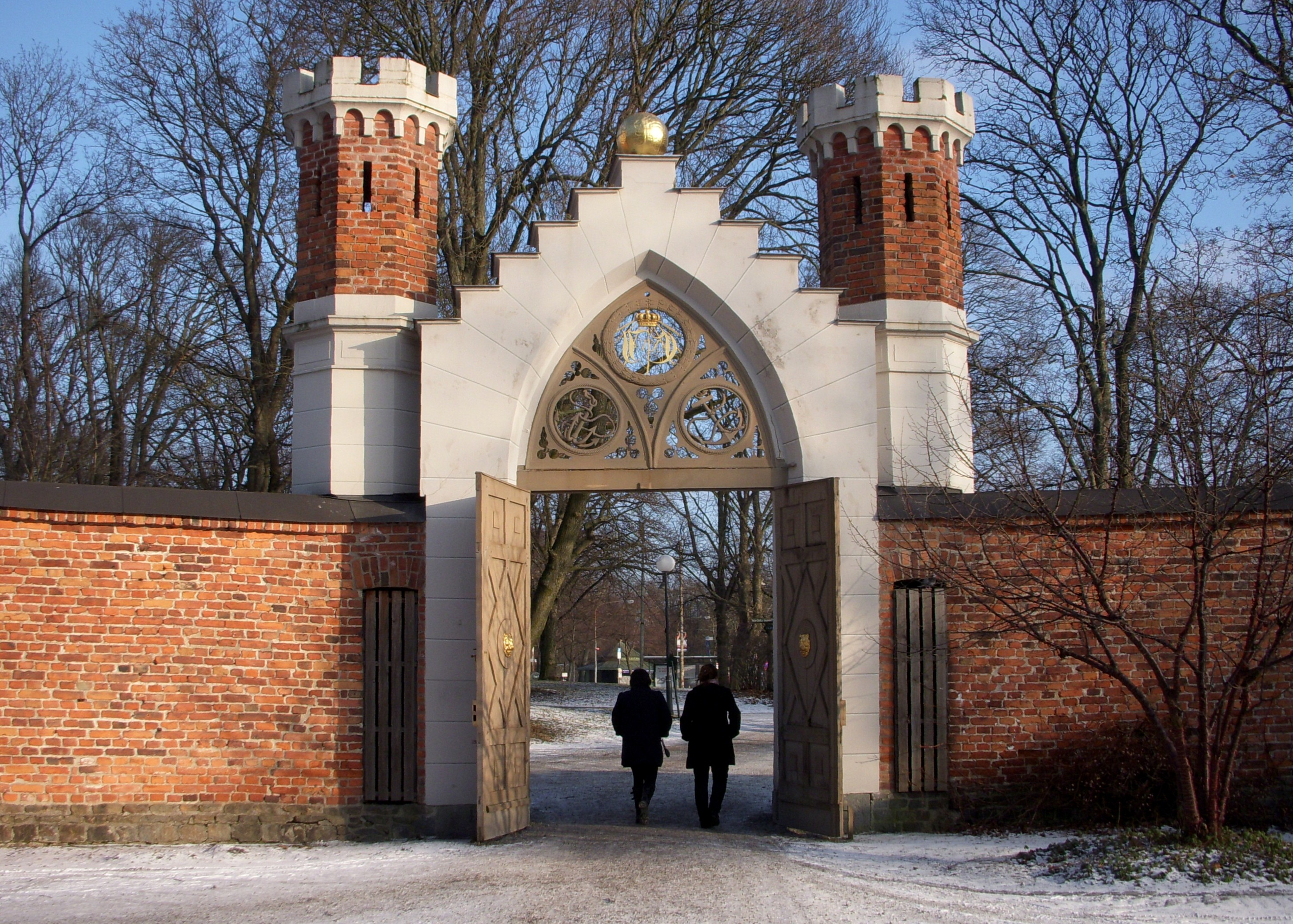
Bloms götska portal till Galärvarvskyrkogården, Stockholm

I slutet av 1700-talet började Fredrik Blom sin bana som lärling hos en amiralitetsbildhuggare i Karlskrona, vilket så småningom förde honom vidare till Konstakademien i Stockholm. Bloms mentor var amiral Carl August Ehrensvärd, som under en period var utbildningschef för svenska marinen i Karlskrona. Under kriget mot Ryssland kom Blom 1808–1809 trots sin ställning som officer inte i direkt kontakt med krigshändelserna. Däremot kom han att ingå i Curt von Stedingks stab vid förhandlingarna med Ryssland efter det svenska nederlaget i Finland. Denna position förde Blom till S:t Petersburg och tsar Alexanders hov, vilket måste imponerat på den unge Karlskronabon.
Fortifikationsingenjörerna stod för huvuddelen av dåtidens statliga projektering av byggnader. Bland 1800-talets militärarkitekter var Fredrik Blom en av de mest framträdande. Bloms stora genombrott kom 1817, när han dels blev professor i byggnadskonst vid Konstakademien, dels chef för byggnadsdepartementet vid Arméns flottas eskader i Stockholm med titeln överstelöjtnant mechanicus. Blom var en av den svenska empirestilens främsta företrädare och han var produktiv i hela landet. Han avled i en koleraepidemi och är begravd på Galärvarvskyrkogården. På hans gravsten står: 
| ” | MED ÖVERLÄGSNA INSIGTER OCH OFÖRTRÖTTAD VERKSAMHET GAGNADE HAN I RIKT MÅTT STATEN OCH DET ALLMÄNNA | „ |

## Verk

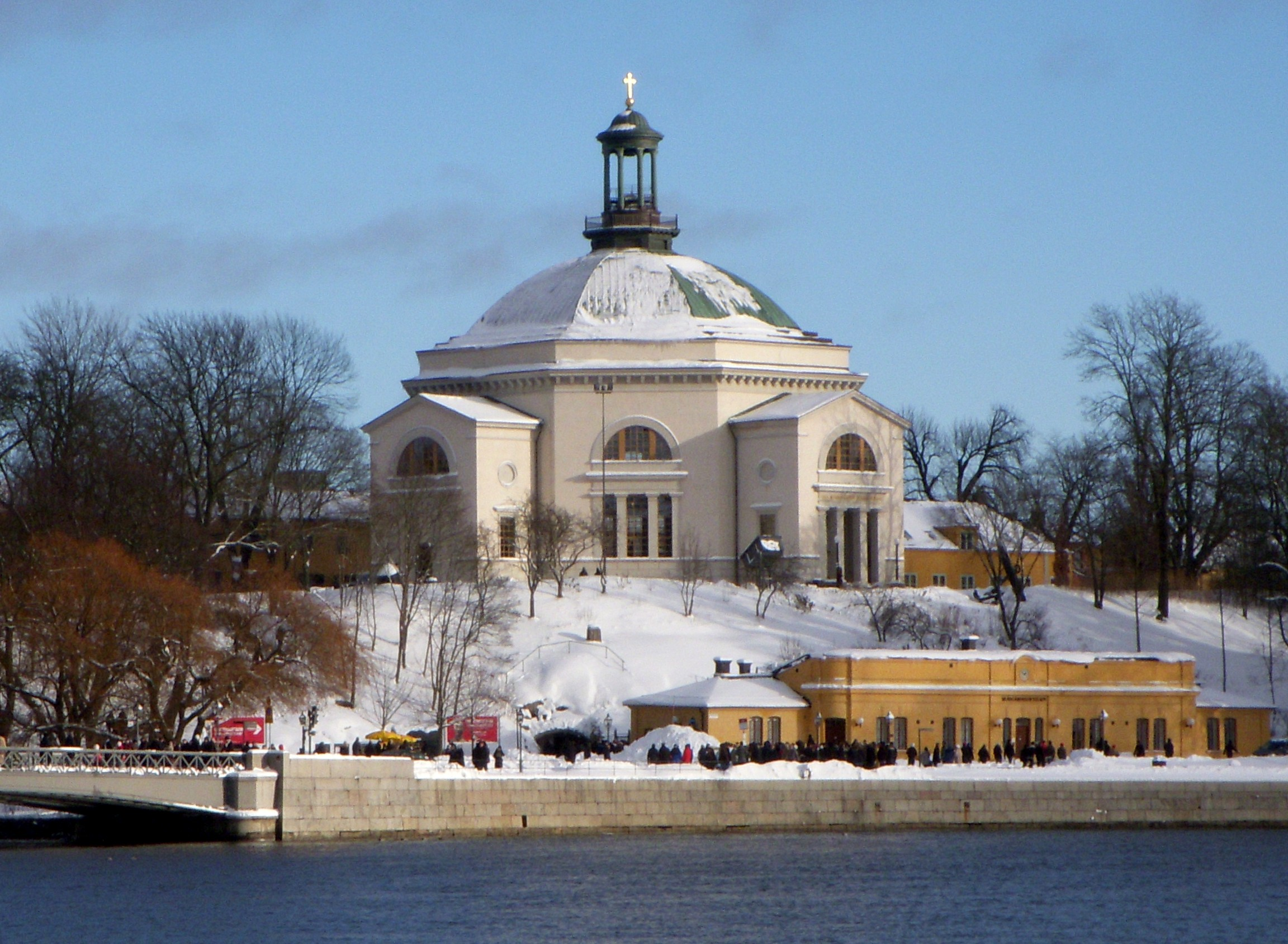
Skeppsholmskyrkan, Stockholm.

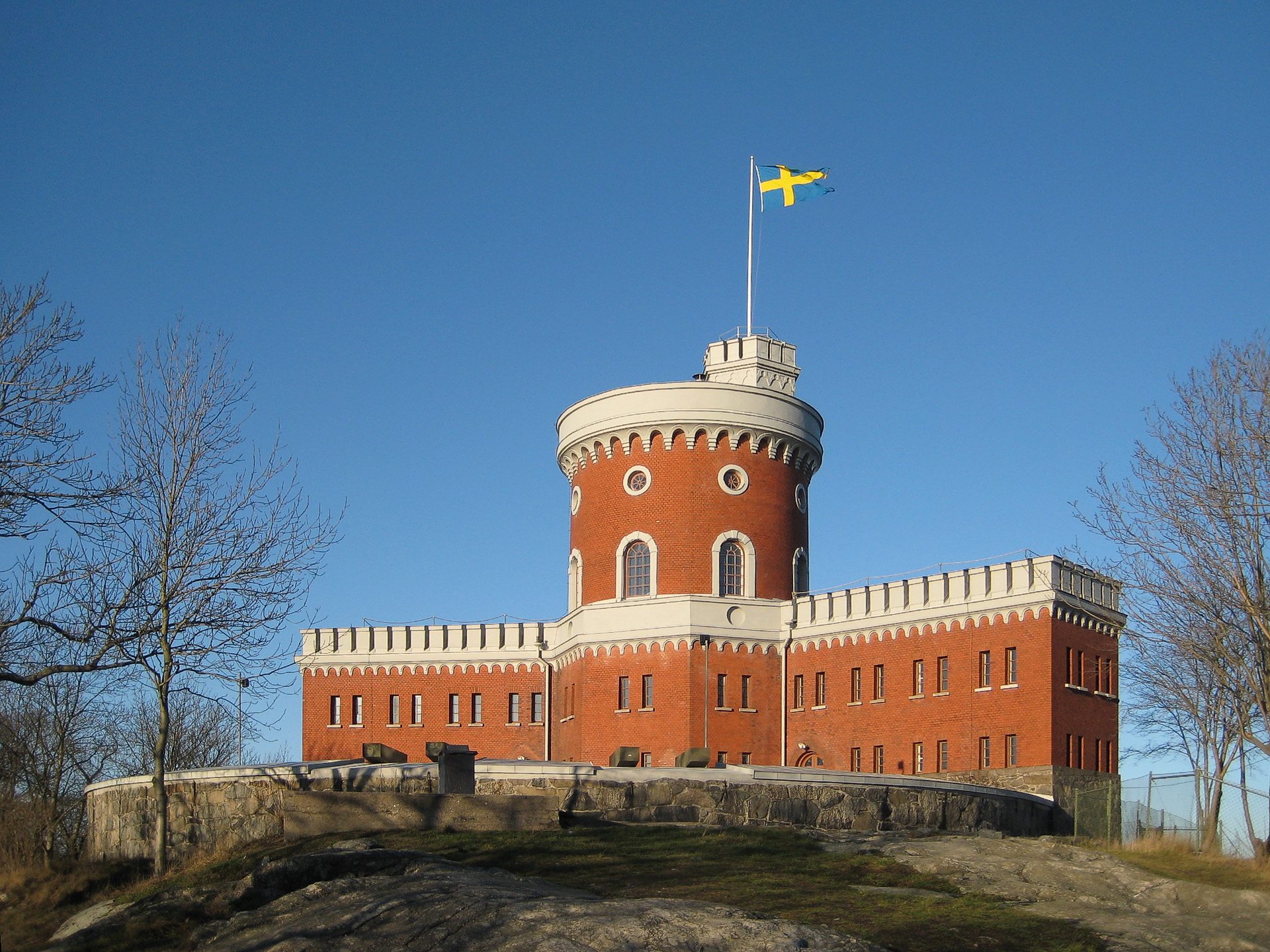
Kastellet på Kastellholmen, Stockholm.

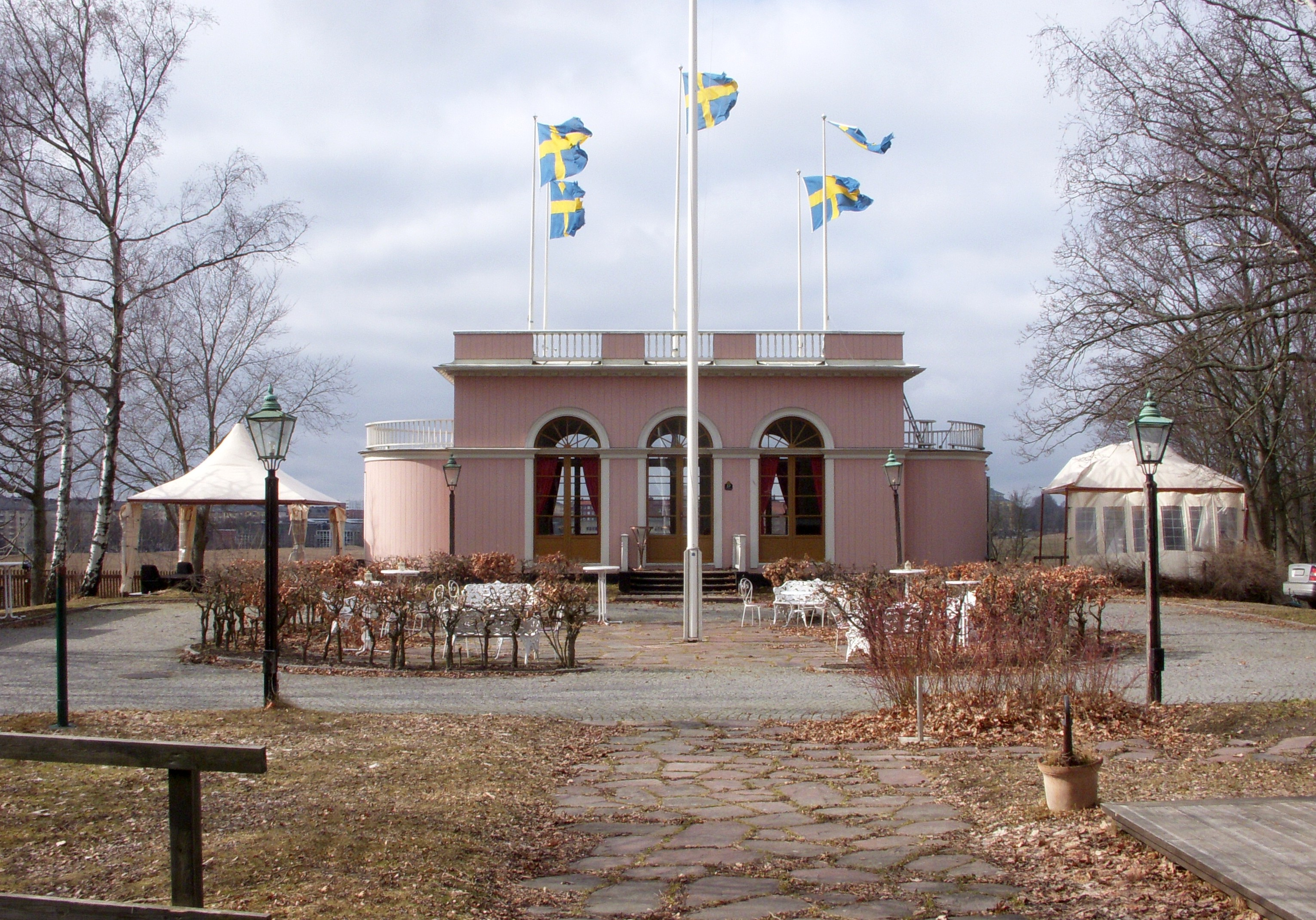
Kungliga borgen på Gärdet, Stockholm.

I Stockholm är några av byggnaderna på Skeppsholmen ritade av Fredrik Blom. Han svarade för ritningarna till Skeppsholmskyrkan, som påbörjades 1824. Kyrkan invigdes 1842 med det officiella namnet Karl Johans kyrka; Kastellet, den kasern som i dag, efter en omfattande ombyggnad på 1950-talet hyser Konsthögskolan; den byggnad, som var Flottans exercishus och som i dag inrymmer delar av ArkDes samt ombyggnaden 1844–46 av det tegelröda Amiralitetshuset.
Bland hans övriga verk finns till exempel Carl Johans kyrka i Göteborg, Norra kyrkogården i Lund, monumentet över Jean Baptiste Bernadottes landstigning som blivande kronprins i Helsingborg och mängder av byggnader för militära ändamål, som Blomska förrådet, fältförrådsbyggnaden i Kristianstad, som uppfördes på 1850-talet och numera är statligt byggnadsminne. 
Mycket känd för sin samtid blev Blom för sin idé med prefabrikation av trähus, de flyttbara husen. Husens stomme bestod av dubbla brädväggar med lufttät papp emellan. Väggar, golv och tak transporterades i moduler, som genom sin spontning var lätta att sammanfoga. Modulerna tillverkades på Bloms verkstad vid Klara sjö (på platsen för nuvarande Stockholms central). Husen, som fanns i olika storlekar, var försedda med flyttbara kakelugnar och spiraltrappor. Dessa hus exporterades bland annat till Ryssland och Frankrike.
Rosendals slott byggdes 1823–27 som Karl XIV Johans lustslott och ligger på Djurgården i Stockholm. Även om det inte byggdes för att flyttas användes en snarlik teknik. Det är ett trähus i empirestil, klätt med fasadtegel. Matsalen, som är placerad i flygeln, är inredd för att ge en känsla av en fältherres härläger. I byggnaden finns även vad som bör vara en av landets första hissar. Inredningsarkitekt var Emanuel Limnell. Till slottet hör en del samtida paviljonger. I slottets närhet finns ett senare byggt orangeri.
Blom var arkitekten bakom flera av de byggnader som en gång tillhörde Kungliga lantbruksakademien vid Frescatiområdet, nuvarande Universitetsområdet. I dag finns Lantbruksakademiens huvudbyggnad, "Stora huset" ("Bloms hus") kvar (1837–38), och där huserar universitetets rektor och universitetsledningen sedan 1976.
En stor mängd byggnader på Södra Djurgården är ritade och/eller ombyggda av Fredrik Blom. Utöver Rosendals slott med Rosendals iskällare kan nämnas muren till Galärvarvskyrkogården med den götiska portalen och Villa Fjeldstuen på sluttningen mot Djurgårdsbrunnsviken, som byggdes för den norske ministern Fredrik Due. Nedanför Villa Fjeldstuen erhöll Blom 1827 ett område där han skapade en pittoresk sommarstugebebyggelse, som han namngav Framnäs efter det Framnäs som förekommer i Tegnérs Frithiofs saga, utgiven 1827.
Bloms uppfinning av flyttbara hus lämpade sig ypperligt till mindre sommarpaviljonger. Karl XIV Johan hade ofta behov av snabbt uppförda byggnader och paviljonger. Kungen var en flitig beställare och det kungliga föredömet gjorde snabbt "de Blomska husen" à la mode. Blom är även känd för flera små och eleganta lusthus; ett är bevarat på Skansen.
Bloms karriär var anmärkningsvärd och han kom under sin livstid att ägna sig åt många skilda arbetsområden. Åren efter hans död ansågs hans arkitektur torr och fantasilös, men hans tekniska lösningar och grundliga kännedom om ovanliga arbetsmetoder kom att betyda mycket för den moderna stadens framväxt. Blom är representerad vid bland annat Nationalmuseum i Stockholm.

## Byggnader i urval

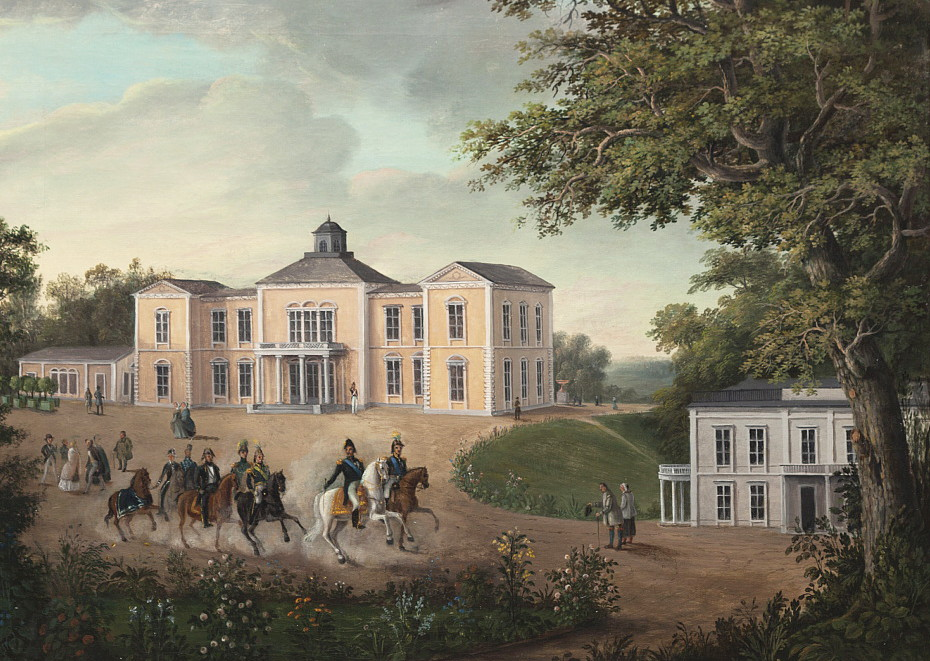
Rosendals slott.

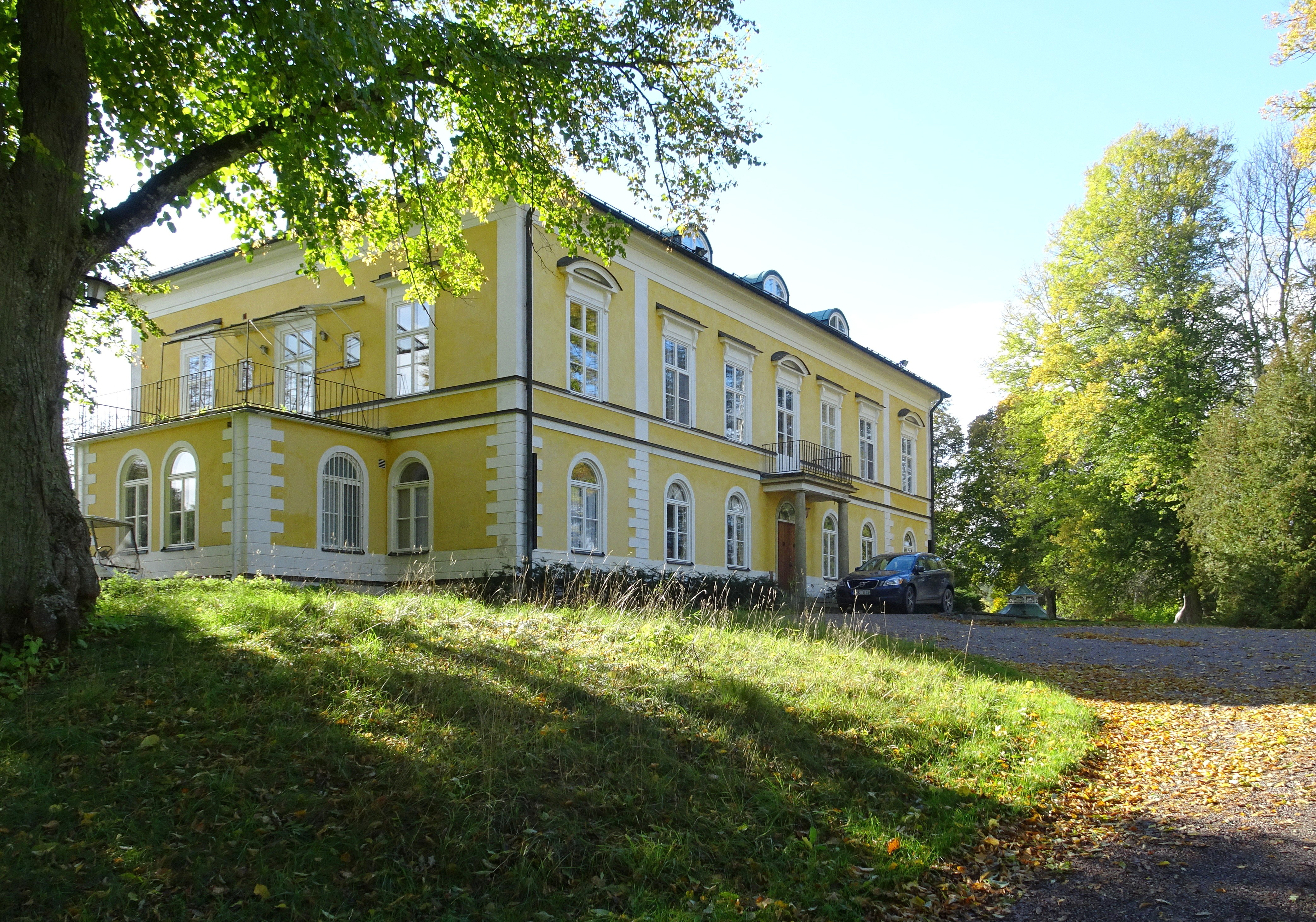
Nynäs gård huvudbyggnad.

### Byggnader i Sverige
- Börsen, Göteborg
- Carl Johans kyrka i Göteborg
- Norra kyrkogården i Lund
- Nynäs gård utanför Nynäshamn
- Brunnslasarettet i Ramlösa Brunnspark

#### Stockholm
- Kammarrättens hus, 1804, med Carl Fredrik Bouck
- Regementsbyggnaderna för Livgardet till häst i Kvarteret Krubban, 1805-1818[8]
- Kungliga borgen, monteringsfärdigt hus 1818
- Oakhill, monteringsfärdigt hus 1820
- Kungliga posthuset, ombyggnad 1820-1825
- Rosendals slott, 1823-1827
- Skeppsholmskyrkan, 1824
- Stora Rosenvik, 1828
- Eugeniakapellet, 1837
- Konstakademiens hus, ombyggnad 1842-1846
- Framnäs uddes sommarstugebebyggelse 1830-tal
- Betlehemskyrkan, 1838–40, Sveriges första frikyrkobyggnad
- Amiralitetshuset, ombyggnad 1846 (senare ombyggt)
- Kastellet på Kastellholmen, 1846-1848